# Castelluccio Inferiore
Castelluccio Inferiore é uma comuna italiana da região da Basilicata, província de Potenza, com cerca de 2.341 habitantes. Estende-se por uma área de 28 km², tendo uma densidade populacional de 84 hab/km². Faz fronteira com Castelluccio Superiore, Fardella, Laino Borgo (CS), Latronico, Viggianello.

## Demografia
| Variação demográfica do município entre 1861 e 2011                               |
|                                                                                   |
| Fonte: Istituto Nazionale di Statistica (ISTAT) - Elaboração gráfica da Wikipedia |